# Богдан А092
Богдан А092 — автобус среднего класса, серийно выпускавшийся корпорацией «Богдан» на Украине с 2003 по 2012 год. Автобусы экспортировались в Россию, Белоруссию и Грузию.
Автобус имеет конструкцию кузова, построенную на шасси и главных агрегатах японских автобусов Isuzu.
Модель А092 была официально представлена 11 февраля 2003 года.
В 2010 году представлена удлинённая версия автобуса под названием «Богдан А093».
С 2011 года производством А092/А093 занимается АО «Черкасский автобус». С новых автобусов исчезла надпись «Богдан», изменилась эмблема на лобовой маске и перегородка кабины водителя. Сама же корпорация «Богдан» выпуск автобусов данного семейства прекратила.
С 2012 года рестайлинговые версии А092 называются Ataman А092. Из изменений — новая лобовая и задняя маски. По заказу возможна установка иной перегородки кабины водителя, вклеенных стёкол, комплекта электронных маршрутоуказателей и других опций.

## Модификации
За время производства было изготовлено несколько[сколько?] модификаций, несколько отличающихся между собой:
- Богдан А09201 — городской автобус с 5-ступенчатой механической коробкой передач, двигателем ISUZU 4HG1 мощностью 89 киловатт, соответствует экологическим нормам Euro-1;
- Богдан А09202 — городской автобус с 5-ступенчатой механической коробкой передач, двигателем ISUZU 4HG1-T мощностью 89 киловатт, соответствует экологическим нормам Euro-2;
- Богдан А09204 — городской автобус с 6 +1- ступенчатой механической коробкой передач, двигателем ISUZU 4HK1-XS мощностью 129 киловатт, соответствует экологическим нормам Euro-3[3].
- Богдан А09212 — автобус с 5-ступенчатой механической коробкой передач, двигателем ISUZU 4HG1-T мощностью 89 киловатт, соответствует экологическим нормам Euro-2.
- Богдан А09214 — автобус с 6 +1- ступенчатой механической коробкой передач, двигателем ISUZU 4HK1-XS мощностью 129 киловатт, соответствует экологическим нормам Euro-3.
- Богдан А092S4 — школьный автобус, с 5-ступенчатой механической коробкой передач, двигателем ISUZU 4HG1-T мощностью 89 киловатт, соответствует экологическим нормам Euro-2, задние двери механические[4].

Также недавно[когда?] появилась новая модификация с низким уровнем пола сзади и задними распашными планетарными дверями. Автобус может перевозить инвалидов в колясках.
В 2005 году на предприятии «Гомельский авторемонтный завод» (Белоруссия) была организована крупноузловая сборка автобуса. В Беларуси Богдан А092 выпускается под названием «Радзимiч А092».

## Галерея

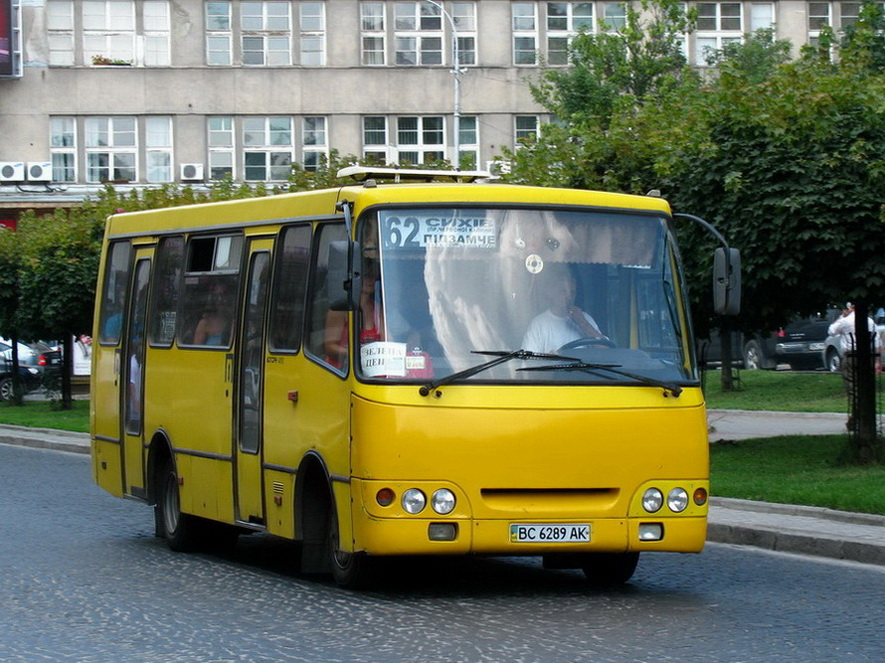
Богдан А09201
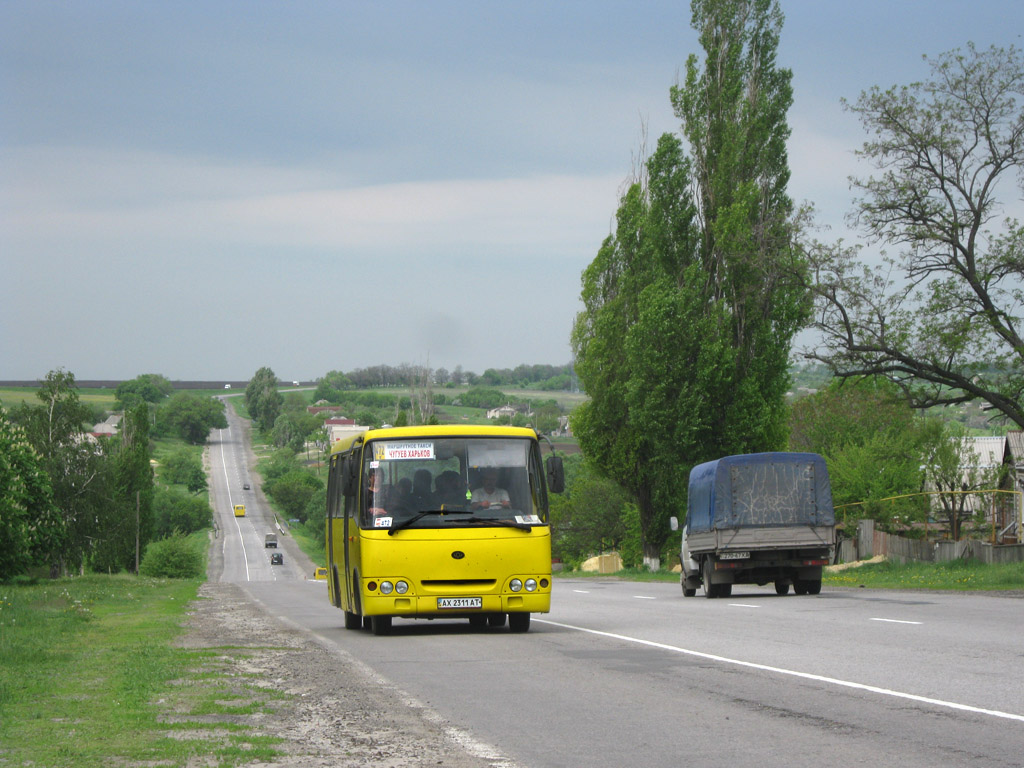
Богдан А09202
Богдан А09204
Богдан А09212
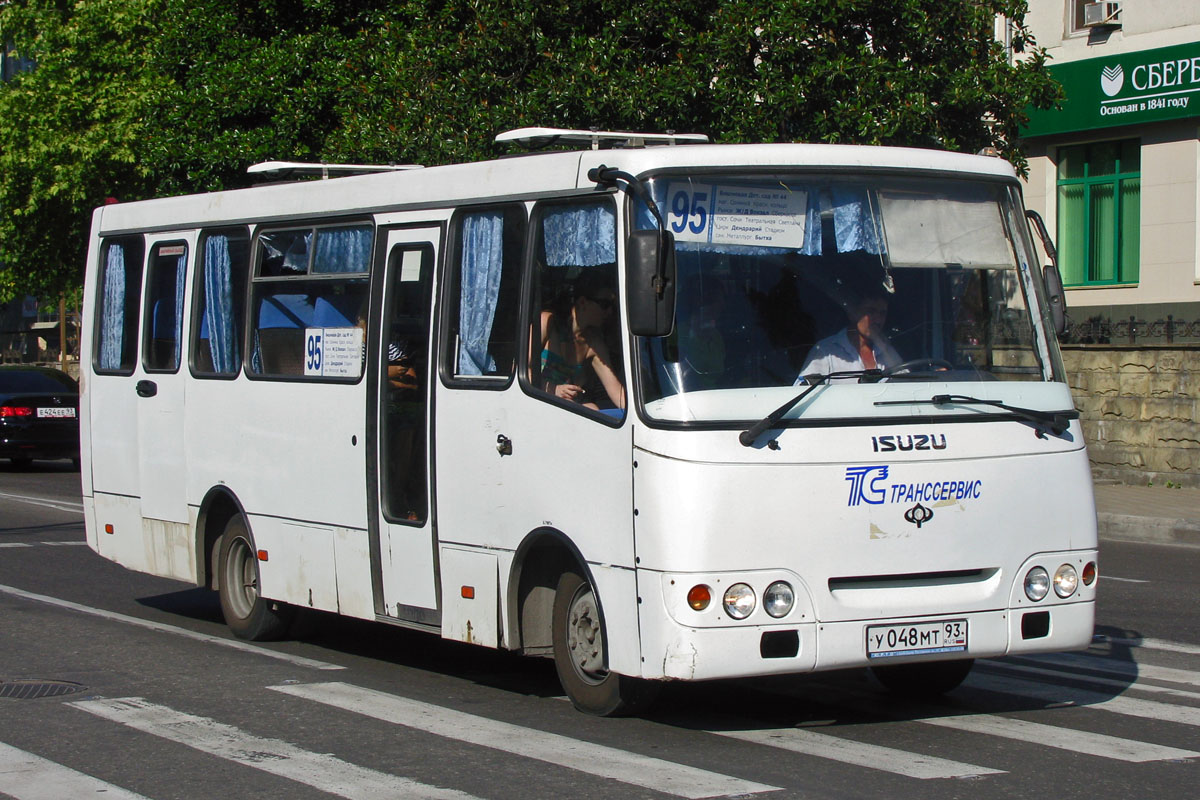
Богдан А09214
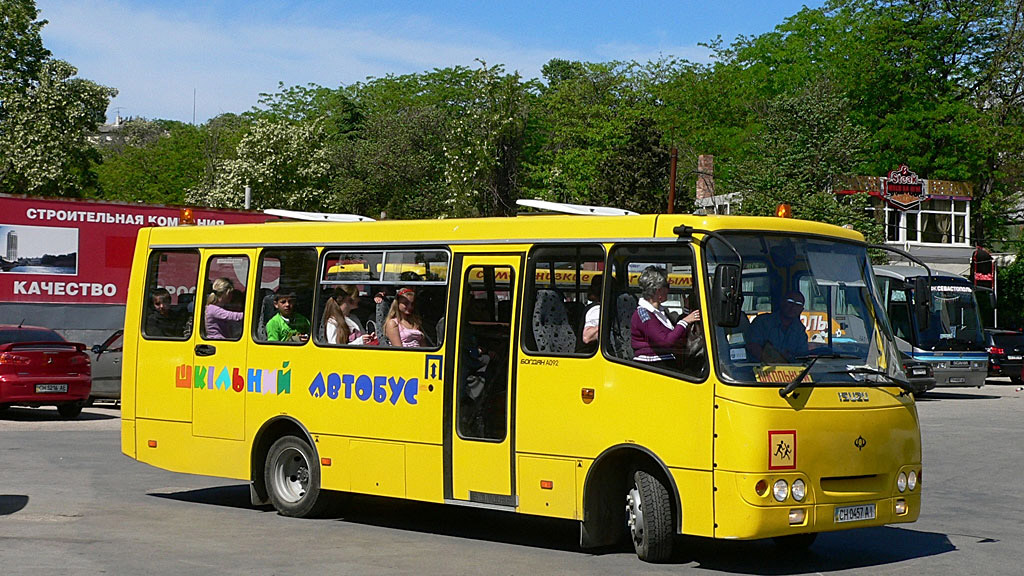
Богдан А092S4